# USS Long Island (1941)
Het USS Long Island, met de naamseinen AVP-1 (vanaf 2 juni 1940), AVG-1 (vanaf 2 juni 1941), ACV-1 (vanaf 20 augustus 1942) en CVE-1 (vanaf 15 juli 1943), was het eerste escortvliegdekschip van de United States Navy en het tweede schip genoemd naar Long Island, New York. 
Het kreegt in Nederland bekendheid onder de naam Seven Seas, in de tijd dat het van 1966 tot 1970 in de Parkhaven aan de Parklaan te Rotterdam als studentenhuisvesting plaats heeft geboden aan 275 studenten, 90 van de medische faculteit en 185 van de economische hogeschool. Het had toen al een zeer gevarieerde loopbaan: gebouwd als vrachtschip onder de naam Mormacmail en gebruikt als vliegdekschip in de Tweede Wereldoorlog onder de naam USS Long Island. Na de oorlog werd het verbouwd als passagiersschip en voer onder de naam Nelly als migrantenschip, onder de naam Seven Seas als universiteit op zee, als lijn- en als cruise schip, als schip voor studentenhuisvesting en uiteindelijk als hotelschip. 

## Mormacmail
Het schip werd nagenoeg geheel gebouwd bij de Sun Shipbuilding & Drydock Co., in Chester, Pennsylvania. Het maakte deel uit van het Long Range Shipbuilding Program van de United States Maritime Commission (MARCOM).  De Maritime Commission sloot een bouwcontract (bouwnummer 47) onder hun type C3-S-A1. Schepen met dit typenummer waren zo'n 12.193 tot 13.209 ton met een totale lengte van zo’n 150 meter. Ontworpen voor een snelheid van zo’n zestien knopen met een enkele schroef, aangedreven door een dieselmotor. 
Het werd tewatergelaten op 11 januari 1940, afgebouwd, en in 1940 opgeleverd als Amerikaans vrachtschip Mormacmail voor de Moore McCormack Lines (New York) en is gaan varen voor de Moore-McCormack Lines (Mooremack). Het schip was gesponsored door Miss Diane B. Holt, de 16-jarige dochter van Mr. George L. Holt, vice president van Mooremack. Het maakte een paar reizen naar de oostkust van Zuid-Amerika. Het werd op 6 maart 1941 gevorderd door de United States Navy en verhaald naar de Newport News Shipbuilding & Drydock Company te Newport News, Virginia, om te worden afgebouwd als vliegdekschip.

## USS Long Island

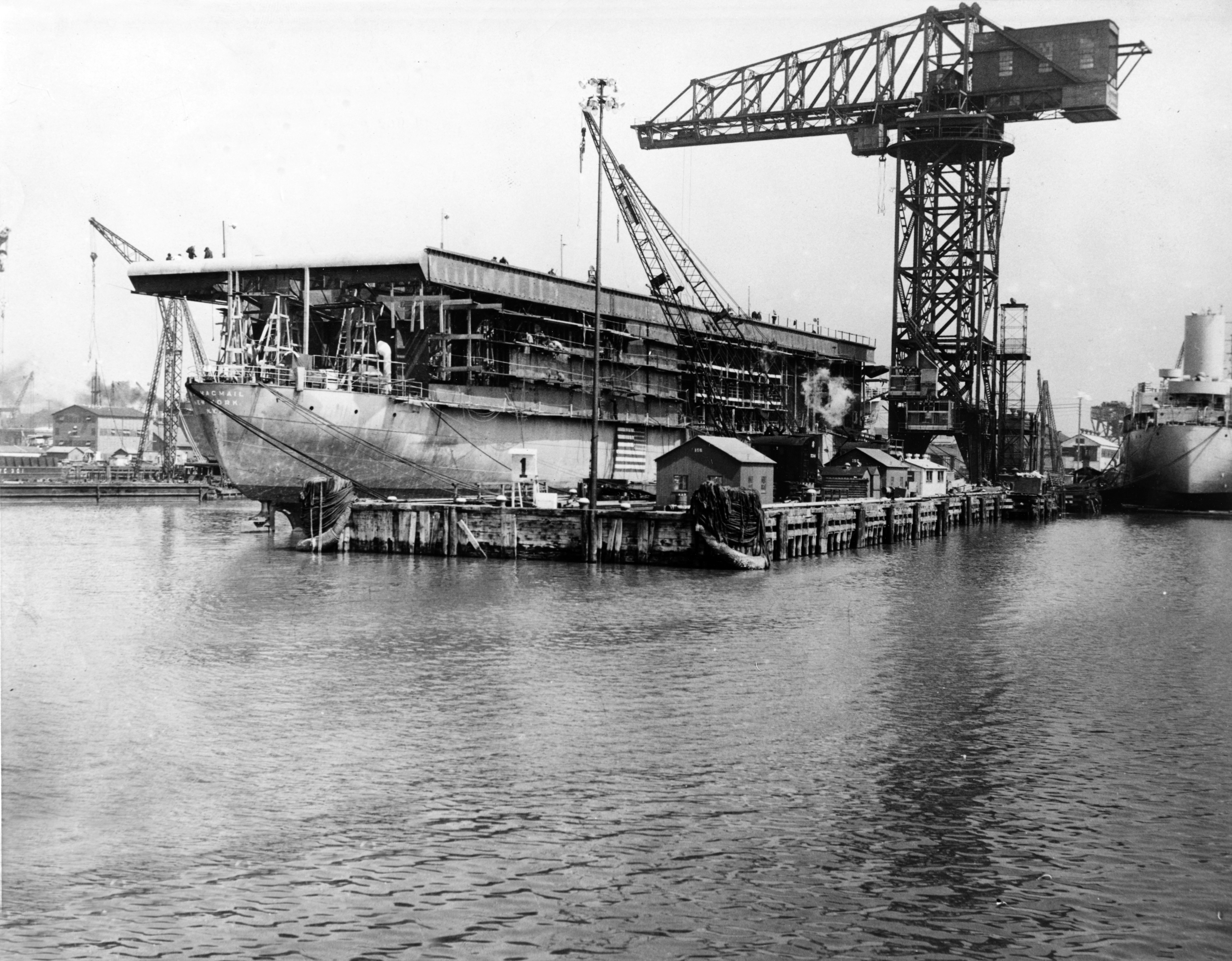
De ombouw bij Newport News Shipbuilding, Virginia

Het motorschip werd gevorderd omdat de United States Navy de haalbaarheid van het ombouwen van een gewoon vrachtschip tot vliegdekschip wilde onderzoeken. De verbouwing bestond uit het aanbrengen van een 110 meter lang vliegdek op het casco van het schip. Als vliegdekschip had de USS Long Island echter een veel kleinere waterverplaatsing. Hierdoor lag het vaartuig te hoog op het water waardoor het erg instabiel was. Er werd gelijk al veel permanente ballast aangebracht onderin de romp. In de kleine hangaar onder het vliegdek had men last van de schuine scheepshuid zodat besloten werd daar verticale draagbalken aan te brengen aan de zijwanden. Ook hierdoor kwam het schip dieper te liggen en werd het stabieler en daarmee zeewaardiger. Het vliegdek liet het voordek vrij, maar dat was geen succes. 15 september 1941 werd door BuShips aan de Norfolk Naval Shipyard opdracht verstrekt het dek 23,5 meter naar voren te verlengen.  
De USS Long Island was, samen met HMS Audacity, in alle opzichten het prototype van escortcarriers van zowel de US Navy als de Royal Navy. De aanpassingen die nodig waren om van een gewoon vrachtschip een vliegdekschip te maken, werden door de Long Island en de Audacity proefondervindelijk getest en toegepast. Uit deze experimentele schepen ontstonden dan ook volledige klassen escortcarriers. Dit werden de Amerikaanse Bogueklasse en Chargerklasse en de Britse Avengerklasse, Attackerklasse en Ameerklasse. Deze schepen werden alle in de Verenigde Staten gebouwd, maar 34 van de 45 gebouwde schepen van de Bogueklasse werden in het kader van de Lend- & Lease Act overgedragen aan de Britten, evenals drie van de vier Chargerklasse schepen. De belangrijkste aanpassing van de Bogueklasse ten opzichte van de USS Long Island was het vervangen van de dieselmotoren door stoomturbines.
Op 2 juni 1941 werd het schip door commandant Commander Donald B. Duncan in dienst gesteld. Het nieuwe schip zou naamsein AVP-1 (Auxiliary Seaplane Tender) krijgen, maar werd in dienst gesteld als AVG-1 (Auxiliary Aircraft Ferry). Het werd gestationeerd op de grootste marinebasis van de US Navy in Norfolk, Virginia. De operaties bestonden vooral uit het testen van het kleine vliegdek zodat aangetoond kon worden dat een vrachtschip dat omgebouwd was tot hulpcarrier van enig nut kon zijn tijdens oorlogshandelingen. De data die door de bemanning van de Long Island en de testpiloten verzameld werd, was van groot belang voor de latere klassen escortecarriers.
Na de Japanse luchtaanval op Pearl Harbor, op 7 december 1941 werd de USS Long Iceland overgeplaatst naar de Stille Oceaan, ter assistentie van de vloot van Admiral Chester Nimitz na de  slag bij Midway. In december 1941 werd het Scouting Squadron 201 (VS-201) met 17 Curtiss SOC Seagull en 7 Brewster F2A op het schip gestationeerd. Vanaf 10 mei 1942 werd de USS Long Island tijdelijk ingedeeld bij Task Force 1 (TF 1), een smaldeel rond zeven slagschepen, dat onder commando van Admiral William S. Pye de primaire taak had om de westkust van de Verenigde Staten te beschermen. 
Op 8 juli 1942 vertrok USS Long Island van San Diego naar Pearl Harbor waar de hulpcarrier negen dagen later arriveerde. Na enige tijd ingezet te zijn als trainingsschip deed het vaartuig vooral dienst als transportschip voor gevechtsvliegtuigen. 
In de zomer van 1942 werd squadron VS-201 vervangen door het squadron VGS-1, dat met hetzelfde type vliegtuigen vloog. Na een korte tijd waarin piloten werden getraind nam het schip vanaf 13 augustus 1942 deel een de slag om Guadalcanal. Daar werden op het pas op de Japanners veroverde vliegveld Henderson Field de 19 Grumman F4F Wildcat jachtvliegtuigen en twaalf Douglas SBD Dauntless  duikbommenwerpers van de USS Long Island gestationeerd. Dat waren de eerste vliegtuigen die landden op het vliegveld.  
Op 20 augustus 1942 arriveerde USS Long Island op Efate, Nieuwe Hebriden. Op 20 september 1942 keerde USS Long Island terug naar de westkust van de Verenigde Staten en trainde een jaar lang opnieuw piloten met als basis San Diego. In de jaren 1944-1945 werden kleinere operaties uitgevoerd in de Stille Oceaan. Het schip deed vooral dienst als transportvaartuig voor vliegtuigen van de Amerikaanse westkust naar verschillende eilanden in de Pacific. 11 februari 1944 was het schip in Puget Sound, Washington, waar men een ongebruikelijk nummer op de boeg zag: "751" 
Na de capitulatie van Japan 15 augustus 1945 bracht het schip honderden Amerikaanse zeelieden en soldaten terug naar het vaderland en nam het deel aan de operatie Magic Carpet, een operatie waarbij 49.000 grotendeels Jemenitische Joden naar Israël overgebracht werden. 
USS Long Island werd op 26 maart 1946 buiten dienst gesteld op de Puget Sound Naval Shipyard en opgelegd met veel andere schepen van de C klasse. Op 12 april 1946 werd het schip verwijderd uit het Naval Vessel Register en 24 april 1947 verkocht voor de sloop aan de Zidell Ship Dismantling Company in Portland, Oregon.
Maar in plaats van het schip te slopen verkocht het bedrijf het op een veiling per opbod 12 maart 1948 aan een werkmaatschappij van het Noorse Gotaas & Co., de Caribbean Land & Shipping Company, die het bij de Albina Engineering & Machine Works in Portland, Oregon, liet ombouwen tot vrachtschip voor de Canada-Europe Line en in 1949 als “Nelly” onder de Panamese vlag in de vaart bracht in een lijndienst tussen Bremerhaven en Melbourne.
Na de oorlog werd het het schip voor haar verdiensten niet alleen geëerd met een “Battle Star”, maar ook met een plaquette van de United States regering. Deze is altijd aan boord gebleven.

## Technische gegevens
- Vliegdek:	127,3 x 21,6 meter
- Vliegdekfaciliteiten:	1 x gecentreerde hydraulische vliegdeklift, 1 x hydraulische katapult, 9 x vangkabels
- Kleuren: 1940 camouflage Measure 1. 1942 camouflage Measure 12 (Modified). 1944 camouflage Measure 32 Design 9A

## Verdere loopbaan
Het schip werd na buiten dienst te zijn gesteld 12 maart 1948 op een veiling gekocht door de Caribbean Land & Shipping Co (Canada-Europe Line), die het inzette als vrachtschip. Februari 1949 werd het omgedoopt tot Nelly 
In 1966 kocht de Rotterdamse universiteit het schip, dat inmiddels was omgedoopt in Seven Seas. Het schip werd tot 1971 gebruikt als studenten- en tot 1977 als migrantenhostel. 
In april 1977 werd het schip voor sloop verkocht aan sloopbedrijf Heyghen NV in Gent, België. De sleepboot “Jerôme Letzer” vertrok 4 mei 1977 met het schip op sleep naar Gent, waar de schepen de volgende dag aankwamen.